# Rong Guotuan

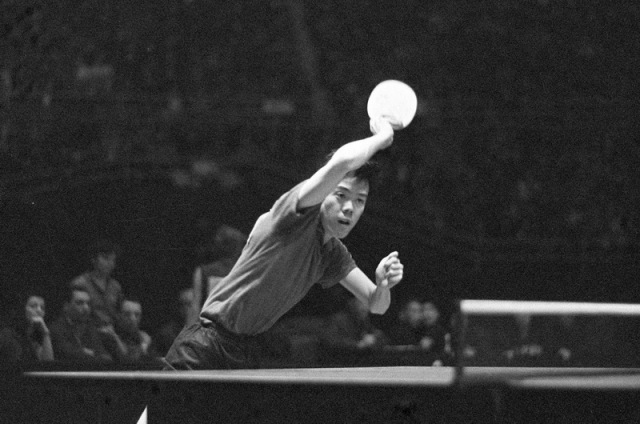
Rong Guotuan 1959

Jung Kuo-Tuan (chinesisch 容國團 / 容国团, Pinyin Róng Guótuán, auch Rong Guotuan; * 10. August 1937 in Zhuhai; † 20. Juni 1968) war ein chinesischer Tischtennisspieler. Er wurde 1959 in Dortmund als erster Chinese Weltmeister im Herreneinzel, 1961 in Peking wurde er Weltmeister mit der Mannschaft.
Als er in den Wirren der Kulturrevolution in die Hand der Roten Garden geriet, wurde er wegen Spionage verurteilt. Den Demütigungen, Folterungen und Umerziehungsmethoden entzog er sich 1968 durch Selbstmord.

## Werdegang
Jung Kuo-Tuans Familie lebte in Hongkong. Als Japan 1941 Hongkong besetzte zog die Familie in die chinesische Stadt Zhuhai. 1945 kehrte sie nach Hongkong zurück. Mit sieben Jahren begann Jung Kuo-Tuan mit dem Tischtennis. Als sein Vater arbeitslos wurde, verließ Jung Kuo-Tuan die Schule um selber Geld zu verdienen. Daneben machte er Fortschritte im Tischtennissport. Bei den Meisterschaften von Hongkong gewann er 1957 den Titel im Einzel, Doppel und im Mannschaftswettbewerb. Im gleichen Jahr besiegte er den japanischen Weltmeister Ichirō Ogimura.

## Weltmeisterschaften
Bei der Tischtennisweltmeisterschaft 1959 in Dortmund gewann Jung Kuo-Tuan überraschend den Titel im Herreneinzel, als er im Finale den Ungarn Ferenc Sidó schlug und auch die favorisierten Japaner um Ichirō Ogimura und Toshiaki Tanaka hinter sich ließ. Er war der erste Sportler aus China, der einen Weltmeistertitel gewann.
Zwei Jahre später gewann er in Peking an der Seite von Zhuang Zedong und Li Furong auch erstmals den Titel mit der Herrenmannschaft für China. In der Weltrangliste belegte er 1960 Platz eins.

## Tätigkeit als Trainer
Jung Kuo-Tuan wurde 1964 Trainer der chinesischen Frauen-Nationalmannschaft. Unter seiner Leitung errang diese Mannschaft 1965 in Ljubljana erstmals den Damentitel für China gegen die bis dahin dominierenden Japanerinnen, die die Weltmeisterschaften von 1957 bis 1963 für sich entschieden hatten.

## Privat
Jung Kuo-Tuan war verheiratet und hatte eine Tochter.

## Ehrung
In seiner Geburtsstadt Zhuhai steht Rong Guotuan als Bronzestatue.
Von der Post in Yueyang / Volksrepublik China wurde am 5. April 2009 ein roter Maschinenwerbestempel verwendet. Text: 50. Jahrestag des Sieges im Tischtennis Herren-Einzel von Jung Kuo-Tuan bei der Tischtennisweltmeisterschaft 1959 in Dortmund. Abbildung: Tischtennisspieler beim Schmetterball.

## Turnierergebnisse
| Verband | Veranstaltung     | Jahr | Ort      | Land | Einzel    | Doppel        | Mixed        | Team |
| ------- | ----------------- | ---- | -------- | ---- | --------- | ------------- | ------------ | ---- |
| CHN     | Weltmeisterschaft | 1963 | Prag     | TCH  | letzte 64 | letzte 16     | keine Teiln. |      |
| CHN     | Weltmeisterschaft | 1961 | Peking   | CHN  | letzte 32 | Viertelfinale | keine Teiln. | 1    |
| CHN     | Weltmeisterschaft | 1959 | Dortmund | FRG  | Gold      | Viertelfinale | keine Teiln. | 3    |